# Василевский сельский совет (Полтавский район)
Василевский сельский совет (укр. Василівська сільська рада) — входит в состав
Полтавского района
Полтавской области
Украины.
Административный центр сельского совета находится в 
с. Василевка.

## Населённые пункты совета
- с. Василевка
- с. Малое Ладыжино

## Ликвидированные населённые пункты совета
- с. Великое Ладыжино